# عبدالجلیل صمدف
عبدالجلیل صمدف (به تاجیکی: Абдуҷалил Самадов) (زادهٔ ۴ نوامبر ۱۹۴۹ – درگذشتهٔ ۱۸ مارس ۲۰۰۴) سیاست‌مدار اهل تاجیکستان بود که از ۱۸ دسامبر ۱۹۹۳ میلادی تا ۲ دسامبر ۱۹۹۴ میلادی، نخست‌وزیر تاجیکستان بود. وی در ۱۸ مارس ۲۰۰۴ در شهر مسکو درگذشت و در تاجیکستان به خاک سپرده‌شد.